# Starship Troopers (trò chơi điện tử)
Starship Troopers là một game bắn súng góc nhìn thứ nhất được phát triển bởi công ty Strangelite Studios của Anh và Empire Interactive phát hành vào năm 2005 cho PC. Trò chơi dựa trên bộ phim Starship Troopers năm 1997 của Paul Verhoeven. Phiên bản PS2 đã bị hủy bỏ trong quá trình phát triển. Lấy bối cảnh năm năm sau các sự kiện trong phim, trò chơi cho phép người chơi hóa thân vào vai 'Marauder Zero Six' khi họ tấn công hành tinh Hesperus đã bị loài bọ Arachnids xâm chiếm. Trò chơi có các cảnh quay từ cả bộ phim gốc và phần tiếp theo Starship Troopers 2: Hero of the Federation (2004).

## Lối chơi

### Chơi đơn
Phần chơi đơn có chế độ chiến dịch bao gồm một loạt các nhiệm vụ được kết nối bằng các cuộc giao ban nhiệm vụ. Sau khi hoàn thành một màn chơi, nó sẽ có sẵn để chơi ở chế độ Level Attack, tương tự như chế độ dùng thử thời gian, ngoại trừ điểm số và số lần giết cũng được ghi lại.
Có ba cấp độ khó khác nhau, dễ, trung bình và khó. Mức độ khó ảnh hưởng đến AI của bọ, điều đó có nghĩa là chúng sẽ chú ý đến người chơi và bắt đầu tấn công sớm hơn khó hơn là dễ. Các cấp độ khác nhau cũng ảnh hưởng đến lượng đạn và lựu đạn có sẵn trong các nhiệm vụ và cột máu của các con trùm.
Hầu hết các nhiệm vụ liên quan đến một người chơi hoàn thành một mục tiêu duy nhất, với những chướng ngại vật trên đường đi. Ví dụ, mục tiêu cuối cùng của người chơi là giải cứu đồng đội. Người chơi có thể phải tìm những người lính, bảo vệ họ, lấy đồ tiếp tế, sửa chữa thiết bị, rồi trốn thoát.
Trong quá trình thực hiện nhiệm vụ, người chơi có thể gặp phải một hoặc nhiều con trùm, thường là loài bọ chiến binh Hoàng gia hoặc một con bọ thực hiện vai trò hỗ trợ hạng nặng, chẳng hạn như bọ plasma hoặc tanker. Khi trò chơi tiếp diễn và những kẻ thù khó nhằn hơn được giới thiệu, những khẩu súng tốt hơn sẽ được cung cấp cho người chơi.

### Chơi mạng
Phần chơi mạng trong Starship Troopers bao gồm ba chế độ khác nhau; Deathmatch, Team Deathmatch và Co-op. Chế độ phổ biến nhất là Co-op, cho thấy người chơi bảo vệ một thợ máy khỏi sự tấn công của loài bọ arachnids trong khi lấy các bộ phận để sửa chữa một chiếc dropship để trốn thoát. Các chức năng mạng và tiền sảnh của Starship Troopers đều được hãng Demonware cung cấp hiện đã rút chân khỏi dịch vụ này rồi.
Máy chủ chuyên dụng và các công cụ sửa đổi đầy hứa hẹn không bao giờ được phát hành, cùng với việc đóng số lượng người chơi diễn đàn tiếng Anh chính thức trong phần chơi mạng là rất thấp. Trò chơi cũng thiếu bất kỳ lệnh điều khiển hoặc máy chủ nào khiến cho không thể thực thi nhiều chức năng quản lý cần thiết khác nhau như đuổi, cấm hoặc thay đổi bản đồ. Cuối cùng, vì sự cân bằng của các loại vũ khí được kế thừa trực tiếp từ chế độ chơi đơn, điều này có nghĩa là mục deathmatch không mang tính cạnh tranh cho lắm. Ví dụ, một người chơi nhặt được súng phóng lựu có khả năng thống trị trò chơi vì nó gây sát thương lớn hơn đáng kể so với nhiều loại vũ khí khác, có hiệu quả lan tỏa, có thể nã súng cực nhanh và có một ổ đạn rất lớn.
Các bản vá lỗi được phát hành cho trò chơi chủ yếu tập trung vào việc cải thiện chế độ nhiều người chơi của game. Phiên bản 5.24 mới nhất được phát hành vào tháng 12 năm 2005, đã giới thiệu 4 bản đồ DM/TDM mới và 3 bản đồ co-op mới.

## Đón nhận
Game nhận được nhiều ý kiến trái chiều, đạt 3.8 (trên 10) điểm trên GameSpot và 5 (trên 10) điểm từ IGN, thêm 7/20 điểm từ Jeuxvideo.com cả hai trang web GameSpot và IGN đều nêu rõ các vấn đề kỹ thuật, chẳng hạn như các vấn đề về AI và đồ họa cũ kỹ để cho điểm thấp. Ngoài ra còn có rất ít mô hình nhân vật, khiến hầu hết các đội quân trông giống hệt nhau. Các bit âm thanh được sử dụng cho giọng nói của binh lính cũng được lặp đi lặp lại nhiều lần trong suốt trò chơi, với một số bit được đặt vào những thời điểm không phù hợp.